# Герб Кам'янки (Роздільнянський район)
Герб Ка́м'янки — геральдичний символ населених пунктів Кам'янської сільської ради Роздільнянського району Одеської області (Україна): Антонівки, Володимирівки, Матишівки та Покровки. Герб затверджений рішенням Кам'янської сільської ради.

## Опис
Герб Кам'янської сільської ради має форму закругленого щита в пропорції 5x6 на означення до незалежності сучасної української місцевої геральдики. Ратуша герба золотого кольору, що символізує багатство, силу та єдність. Біла горизонтальна смуга роз'єднує поле щита на дві частини:
- блакитний колір символізує теплоту, любов та великодушність;
- зелений колір символізує прагнення до нового, оптимізм для майбутніх поколінь.

У верхній частині герба розташовані п'ять пшеничних колосків, які символізують села розташовані на території сільської ради: Антонівка, Володимирівка, Кам'янка, Покровка та Матишівка.
У нижній частині герба розташована підкова, яка знаменує достаток, багатство та одночасно служить оберегом.